# Сборная Кувейта по футболу
Сборная Кувейта по футболу — национальная команда, представляющая Кувейт на международных соревнованиях по футболу. Сборная контролируется Футбольной ассоциацией Кувейта.  Наивысшим достижением сборной является победа в Кубке Азии 1980. По состоянию на 18 Июля 2024 года сборная занимает 136-е место в рейтинге ФИФА.

## Основные достижения
Сборная Кувейта только в 1982 году смогла пробиться в финальную стадию ЧМ 1982, где сыграла вничью со сборной Чехословакии, но проиграла сборным Англии и Франции.
Команда запомнилась больше не игрой, а скандалом во время матча с Францией. При счете 1:3 французы забили очередной гол. Футболисты сборной Кувейта при этом остановились, поскольку посчитали, что услышали свисток арбитра. Первоначально рефери засчитал гол, потому что он и не думал останавливать игру. Однако кувейтцы в знак протеста против этого решения отказались продолжить матч вообще. Игра была возобновлена только после вмешательства шейха Фахада Аль Ахмеда и после того, как судья отменил забитый гол.
На Кубке Азии по футболу сборная добилась больших успехов, в 1976 году Кувейт смог дойти до финала, а в 1980 году команде удалось выиграть турнир.
Самую крупную победу сборная Кувейта одержала над сборной Бутана в 2000 году, матч закончился со счетом 20:0. На тот момент это была самая крупная победа в международном матче. В этом же году сборная Кувейта приняла участие в Сиднейской Олимпиаде.
Наиболее крупным успехом на Олимпийских играх остается выход в 1/4 финала на Московской Олимпиаде.
В отборочном турнире к чемпионату мира 2010 года кувейтцы играли в одной группе со сборными Ирана, Сирии и ОАЭ.
В 2010 году сборная  выиграла Чемпионат западной Азии по футболу, обыграв в финале сборную Ирана со счетом 2:1. Это первое подобное достижение сборной Кувейта.
В том же году сборная Кувейта выиграла свой 10-й Кубок наций Персидского залива, победив в дополнительное время сборную Саудовской Аравии со счетом 1:0.

## История выступления на международных турнирах

### Чемпионат мира
- 1930 — 1970 — Не участвовала
- 1974 — 1978 — Не прошла квалификацию
- 1982 — Первый групповой этап (21-е место)
- 1986 — 2014 — Не прошла квалификацию
- 2018 — дисквалифицирована
- 2022 — Не прошла квалификацию
- 2026 — Не прошла квалификацию

### Кубок Азии
- 1956 — 1968 — Не участвовала
- 1972 — Групповой этап
- 1976 —  2-е место
- 1980 — Чемпион
- 1984 —  3-е место
- 1988 — Групповой этап
- 1992 — Не прошла квалификацию
- 1996 — 4-е место
- 2000 — Четвертьфинал
- 2004 — Групповой этап
- 2007 — Не прошла квалификацию
- 2011 — Групповой этап
- 2015 — Групповой этап
- 2019 — Дисквалифицирована
- 2023 — Не прошла квалификацию

### Олимпийские игры
- 1900 — 1956 — Не принимала участие
- 1960 — 1976 — Не прошла квалификацию
- 1980 — Четвертьфинал
- 1984 — Не прошла квалификацию
- 1988 — Не прошла квалификацию
- 1992 — Групповой этап
- 1996 — Не прошла квалификацию
- 2000 — Групповой этап
- 2004 — Не прошла квалификацию
- 2008 — Не прошла квалификацию
- 2012 — Не прошла квалификацию
- 2016 — Не прошла квалификацию
- 2020 — Не прошла квалификацию

## Чемпионат западной Азии по футболу
| Чемпионат западной Азии по футболу | Чемпионат западной Азии по футболу | Чемпионат западной Азии по футболу | Чемпионат западной Азии по футболу | Чемпионат западной Азии по футболу | Чемпионат западной Азии по футболу | Чемпионат западной Азии по футболу | Чемпионат западной Азии по футболу | Чемпионат западной Азии по футболу |
| Год                                | Место                              | И                                  | В                                  | Н                                  | П                                  | ГЗ                                 | ГП                                 |                                    |
| ---------------------------------- | ---------------------------------- | ---------------------------------- | ---------------------------------- | ---------------------------------- | ---------------------------------- | ---------------------------------- | ---------------------------------- | ---------------------------------- |
| 2010                               | Первое место                       | 5                                  | 3                                  | 1                                  | 0                                  | 7                                  | 5                                  |                                    |
| Всего                              | 1 Титул                            | 5                                  | 3                                  | 1                                  | 0                                  | 7                                  | 5                                  |                                    |

## Достижения
Обладатель Кубка Азии: (1)
- 1980

Финалист Кубка Азии: (1)
- 1976

Обладатель Кубка наций Персидского залива: (10)
- 1970, 1972, 1974,1976, 1982, 1986, 1990, 1996, 1998, 2010

Финалист Кубка наций Персидского залива: (1)
- 1979

Победитель Игр Западной Азии: (1)
- 2002